# The 31st of February
The 31st of February was een Amerikaanse (psychedelische) folkrock-groep uit Jacksonville (Florida), gevormd door Scott Boyer, David Brown en Butch Trucks.

## 1965-1967:The Bitter Ind.
Boyer, Brown en Trucks zaten alle drie op dezelfde highschool, de Englewood High School in Jacksonville. Ze begonnen echter pas samen muziek te maken in het najaar van 1965, toen ze gingen studeren aan de Florida State University en op dezelfde afdeling van een studentenflat woonden. Met de folkrock-groepen The Byrds en The Lovin' Spoonful als invloeden, kocht saxofonist Brown een elektrische basgitaar en begon hij te jammen met drummer Trucks. Deze had eerder al gespeeld in de bands The Vikings en The Echoes en het symfonieorkest The Jacksonville Symphonette. Gitarist en zanger Boyer, die destijds zijn brood verdiende als folkzanger, werd door Brown gevraagd om met Truck en hem te spelen. In ruil voor hun diensten zou Brown echter wel geëist hebben dat Boyer zijn akoestische gitaar zou omruilen voor een elektrische. Boyer accepteerde het aanbod en ze vormden een groep, genaamd The Bitter Ind. (afkorting van 'Independents').
Aanvankelijk trad de groep slechts op feestjes in studentenhuizen op. Toen het schooljaar was afgelopen, vertrok de groep uit Tallahassee om te proberen optredens te regelen in Daytona Beach. Op gegeven moment krijgen ze toestemming om op te treden in "Club Martinique". Tijdens het concert liepen twee leden van de band The Allman Joys, Duane Allman en Gregg Allman, de club binnen. Na afloop van het optreden vond een ontmoeting plaats en werd The Bitter Ind. onderdak aangeboden door de gebroeders Allman. Na enige tijd keerde The Bitter Ind. teleurgesteld terug naar Jacksonville, de ontmoeting met de gebroeders Allman bleek het enige hoogtepunt van hun reis.
Korte tijd na hun terugkeer werd Trucks gebeld door Duane Allman, die hem vertelde dat de Allman Joys zouden optreden in Jacksonville maar dat ze nog een drummer nodig hadden. Ze spraken af dat Trucks zou invallen. Na het optreden zei Duane Allman tegen Trucks dat hij de club manager moest vragen om een auditie voor The Bitter Ind. De manager liet hen auditeren en was na afloop zeer positief over het geluid van de band. The Bitter Ind. sloot een overeenkomst en bleef in deze club spelen tot in de zomer van 1967.

## 1968-1969:The 31st of February
Na deze periode besloot de groep hun naam te veranderen. Ze gebruikten korte tijd de naam "The Tiffany System". Niet lang daarna sloten zij in Miami, Florida een contract bij Vanguard Records onder de naam "The 31st of February". In begin 1968 werd hun gelijknamige debuutalbum uitgebracht, een mix van folkrock en psychedelische pop. Het album werd nauwelijks opgemerkt door het publiek. De groep besloot een leadgitarist aan de band toe te voegen en hun geluid te veranderen.
Bijna meteen na het aannemen van de nieuwe gitarist, vond een tweede ontmoeting plaats met de gebroeders Allman. Deze waren kort daarvoor gestopt met hun groep The Hour Glass, die zij hadden opgericht nadat Allman Joys uit elkaar was gegaan. Deze ontmoeting leidde tot een samenwerking tussen The 31st of February en de gebroeders Allman. De gehuurde leadgitarist werd ontslagen. Het 'nieuwe' kwintet begon op te treden onder de naam The 31st of February in het zuidoosten van Amerika.
In september 1968 begonnen zij met het opnemen van materiaal voor het tweede album. Tijdens deze sessies werden onder meer de nummers "Melissa" (dat in 1972 verscheen op het Allman Brothers Band's album Eat a Peach) en "Nobody Knows You When You're Down and Out" (die Duane Allman in 1970 opnieuw zou opnemen met Derek and the Dominos) opgenomen. De nummers die destijds werden opgenomen, verschenen pas vier jaar later op Duane & Greg Allman. Dit album werd niet officieel uitgebracht als album van The 31st Day of February, maar als album van Duane & Gregg Allman.

## De nageschiedenis
Tijdens de opnamesessies voor het tweede album verhuisde Gregg Allman naar het zuiden van Californië om onder een contract tussen The Hour Glass en Liberty Records uit te komen. Gregg bood de anderen (van The 31st of February) aan om hem in zijn solocarrière te ondersteunen. Dit liep echter op niets uit en enkele maanden later werd The Allman Brothers Band opgericht met Butch Trucks als drummer.
Scott Boyer vormde later de groep Cowboy met Tommy Talton. Hij tekende met deze band een contract bij Capricon Records, hetzelfde label als dat van The Allman Brothers Band. Op 19 juni 2006 bracht hij met de groep The Decoys een bluesalbum uit, genaamd All My Friends. De titel van dit album is afkomstig van het door Boyer geschreven gelijknamige nummer dat op het solo-debuut van Gregg Allman, Laid Back uit 1973, verscheen.
David Brown werd studio-muzikant en heeft basgitaar gespeeld in de band van Boz Scaggs. Later speelde hij met Boyer in diens band Cowboy. Hij is lid van de groep Norton Buffalo and the Knockouts. Brown werd in 1998 tot de Rock and Roll Hall of Fame toegelaten als bassist van de band Santana.
Butch Trucks is sinds 1969 lid van de Allman Brothers Band. In 2002 trad Trucks op met Gov't Mule. Hij treedt geregeld op met de Terek Trucks Band, de band van zijn neef, Terek.

## Discografie
| 1.                 | Sandcastles (Dan Penn/Spooner Oldham/Chips Moman) | 2:55 |
| 2.                 | Porcelain Mirrors (Scott Boyer)                   | 2:55 |
| 3.                 | Broken Day (David Brown)                          | 2:56 |
| 4.                 | Wrong (David Brown)                               | 2:11 |
| 5.                 | The Greener Isle (Jackie DeShannon)               | 2:45 |
| 6.                 | Cod'ine (Buffy Sainte-Marie)                      | 6:17 |
| 7.                 | A Different Kind of Head (David Brown)            | 2:46 |
| 8.                 | Pedestals (Scott Boyer)                           | 2:25 |
| 9.                 | Free (Scott Boyer)                                | 2:29 |
| 10.                | A Nickel's Worth of Benny's Help (Scott Boyer)    | 4:22 |
| 11.                | Pick a Gripe (Claude Trucks/Scott Boyer)          | 2:06 |
| 12.                | Cries of Treason (Scott Boyer)                    | 3:09 |
| Totale duur: 37:05 |                                                   |      |

| 1.                 | Morning Dew (Tim Rose/Bonnie Dobson)                  | 3:45 |
| 2.                 | God Rest His Soul (Steve Alaimo)                      | 3:55 |
| 3.                 | Nobody Knows You When You're Down and Out (Jimmy Cox) | 4:32 |
| 4.                 | Down in Texas (Eddie Hinton/Marlon Greene)            | 3:40 |
| 5.                 | Melissa (Gregg Allman/Alaimo)                         | 3:15 |
| 6.                 | I'll Change for You (David Brown)                     | 2:57 |
| 7.                 | Back Down Home with You (David Brown)                 | 2:25 |
| 8.                 | Well I Know Too Well (Alaimo)                         | 2:15 |
| 9.                 | In the Morning When I'm Real (Robert Pucetti)         | 2:40 |
| Totale duur: 29:40 |                                                       |      |